# Changzhou
Changzhou (Cina: 常州; pinyin: cháng zhōu;) è una città-prefettura ubicata nella provincia dello Jiangsu (Repubblica popolare cinese). In precedenza era conosciuta con i nomi di  "Yanling", "Lanling", "Jinling", e "Wujin". Confina con la capitale della provincia di Nanchino ad ovest, Zhenjiang a nord-ovest, Wuxi ad est, e la provincia di Zhejiang a sud. La città è situata nella sfarzosa regione del Delta del fiume Yangtze.

## Storia
Si stima che i primi insediamenti nella zona di Changzhou ci furono nel 221 a.C. ma il suo nome attuale, che tradotto vuol dire "Prefettura ordinaria", lo si coniò nel 589 d.C. Dopo la costruzione di un grande canale nel 609 d.C., Changzhou divenne un porto-canale e punto di trasbordo per i cereali coltivati nelle zone limitrofe, e ha mantenuto questi ruoli da allora. Le contee rurali circostanti Changzhou sono note per la produzione di riso, pesce, tè, seta, bamboo e frutta.
Nel 1920, nella zona di Changzhou sorsero diversi cotonifici. L'industria del cotone ha ricevuto una spinta alla fine del 1930, quando le aziende iniziarono il trasferimento al di fuori di Shanghai a causa dell'occupazione giapponese. A differenza di molte città cinesi, Changzhou continuò a prosperare anche durante gli sconvolgimenti della rivoluzione culturale del 1966-76. Oggi è un importante centro industriale per l'industria tessile, industria alimentare, ingegneria (motori diesel, generatori, trasformatori e altri macchinari), e l'alta tecnologia.

## Amministrazione
La prefettura di Changzhou amministra 7 divisioni, di cui 5 distretti.
- Zhonglou (distretto) (钟楼区)
- Tianning (distretto) (天宁区)
- Qishuyan (distretto) (戚墅堰区)
- Xinbei (distretto) (新北区)
- Wujin (distretto) (武进区)
- Jintan (金坛市)
- Liyang  (溧阳市)

## Economia
Changzhou è sempre stata un importante centro commerciale, in particolare come centro di raccolta per i prodotti agricoli. Ha cominciato a sviluppare una industria tessile di cotone nel 1920, e vari opifici si sono stati stabiliti alla fine del 1930, quando gli attacchi giapponesi hanno spinto molte imprese cinesi ad investire al di fuori Shanghai.
La città è rimasta un centro tessile, il più importante di tutto lo Jiangsu. Grande importanza ha anche la lavorazione e trasformazione degli alimenti. Dopo il 1949 si è sviluppato anche un centro di industria meccanica. A Qishuyan, circa 10 km a sudest di Changzhou, vi sono grandi industrie di produzione di locomotive e di materiale rotabile. Altre industrie sono dedite alla produzione di motori diesel, generatori, trasformatori e macchinari agricoli e tessili. Dal 1958 vi è un              centro siderurgico costruito per fornire materie prime per l'industria pesante.
Dal 1908, Changzhou è collegata via ferroviaria con Shanghai e Nanchino.

## Cultura e folklore

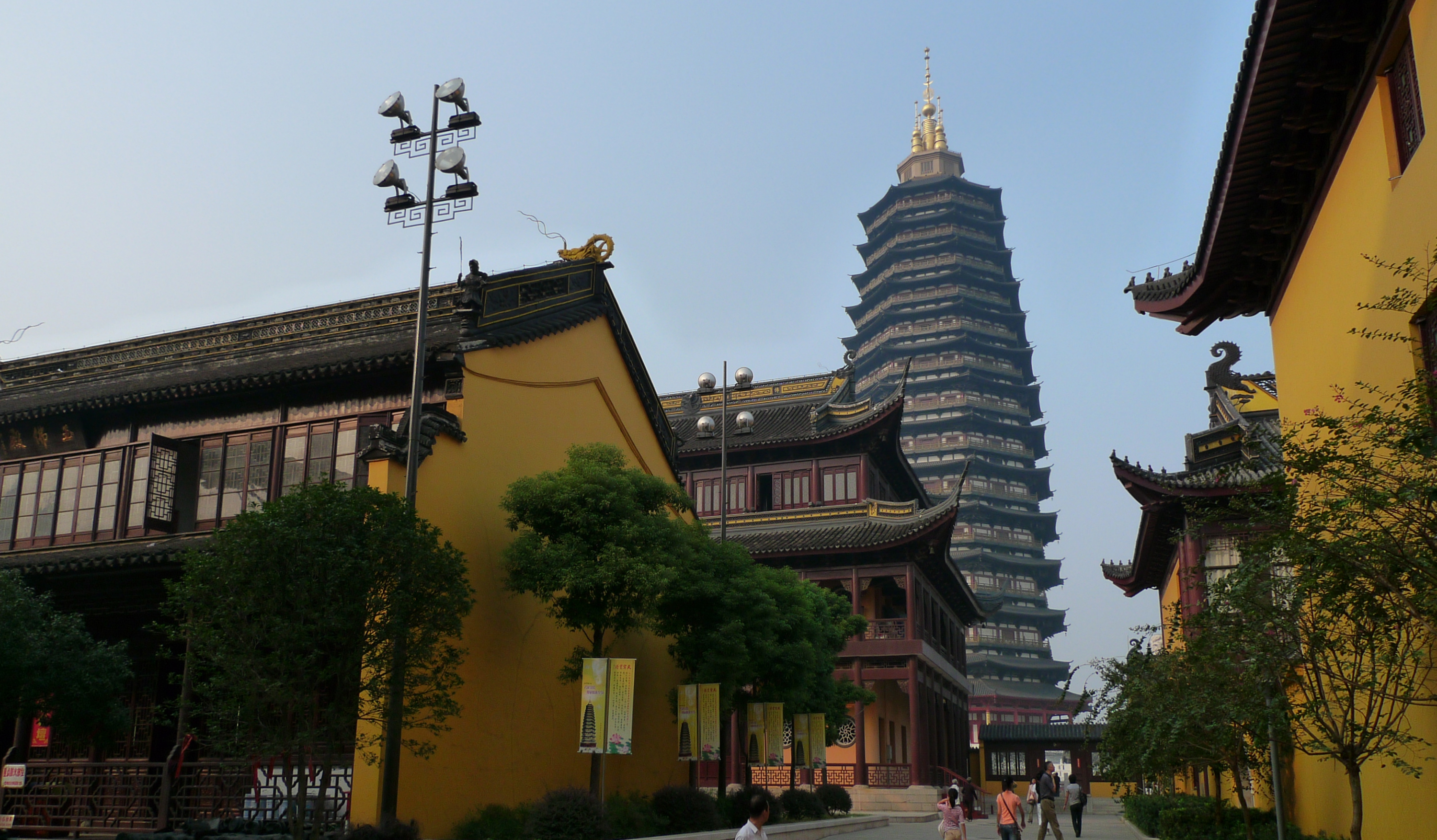
Tempio Tianning e Pagoda

Il dialetto Changzhou appartiene alla lingua cinese Wu.
Changzhou è famosa in tutta la Cina per la presenza di un "Parco dei dinosauri" (cinese: 常州恐龙园; pinyin: Changzhou Kǒnglóng Yuan;), situato nel distretto Xinbei della città. Il Parco dei Dinosauri contiene ossa di dinosauro e fossili provenienti da tutta la Cina. Il parco dispone di fossili di 50 specie. I fossili si trovano in un museo ospitato in un unico edificio e le giostre sono diffuse in tutto il parco, il quale è suddiviso in 6 aree tematiche. In questo parco vi è anche un panda Gigante e due Leoni marini.
La città è anche sede del "Tempio Tianning" una dei più grandi templi buddisti di tutta la Cina. La città ha recentemente ricostruito la pagoda Tianning sulla base del Tempio. La pagoda, chiamata Tianning Baota, fu costruita durante la dinastia Tang. Da allora è stata distrutta e ricostruita ben cinque volte. La ricostruzione attuale è stata fatta per la specifica altezza originaria di 153,79 metri che la rende la pagoda più alta della Cina e forse anche del mondo.
Changzhou è famosa per i suoi pettini, che si possono acquistare in molti punti della città.